# Villahizán
Villahizán es un despoblado español del municipio de Villaverde del Monte, perteneciente a la provincia de Burgos, en la comunidad autónoma de Castilla y León.

## Historia
El lugar perteneció al municipio de Mahamud, al que fue comprado por Luis de la Colina. Hacia mediados del siglo XIX, el lugar, ya por entonces perteneciente al municipio de Villaverde del Monte, albergaba en invierno hasta 100 000 cabezas de ganado lanar. Aparece descrito en el decimosexto y último volumen del Diccionario geográfico-estadístico-histórico de España y sus posesiones de Ultramar de Pascual Madoz con las siguientes palabras:

VILLAHIZAN: granja con térm. red. en la prov. de Búrgos, part. jud. de Lerma; corresponde en el dia á D. Luis de la Colina, y antes fue del pueblo de Mahamud, á quien la compraron sus ascendientes. Tiene una gran cerca y dentro de ella una casa con su torre é igl. Confina con térm. de Mahamud, Rebenga, Villahoz y Zael. Tiene un monte encinar de muy buena calidad, en que se abrigan multitud de conejos. El terreno es de primera clase y muy abundante en pastos, pudiéndose mantener en la temporada de invierno mas de 100,000 cabezas de ganado lanar; le bañan las aguas del arroyo Angel. Hay en la granja 2 renteros que viven fuera de la cerca; los demas son del inmediato pueblo de Zael, hallándose agregada al ayunt. de Villaverde del Monte y Revenga.
(Madoz, 1850, p. 151)